# 財政再建団体
財政再建団体（ざいせいさいけんだんたい）とは、赤字額が標準財政規模の100%（都道府県）または20%（市区町村）を超えた破綻状態にあり、地方財政再建促進特別措置法（再建法・廃止）に基づき財政再建計画を策定し総務大臣の同意を得た地方自治体のこと。昭和30年度以降に適用を受けた団体は準用財政再建団体とも呼ばれる。
2003年3月1日に自治体財政健全化法が完全施行されたことにより、かつての財政再建団体に相当する団体は財政再生団体とされている。

## 概要
日本では朝鮮戦争に端を発する朝鮮特需終息に伴う反動不況により、1954年度には約8割の自治体の財政が赤字に陥った。その財源不足を補うため、各自治体は特例の赤字地方債「財政再建債」を起債することにした。中には償還能力を無視した起債もあり、これらにより地方財政の健全性が揺らいだため、自治体の財政再建を目的とした仕組みが国によって作られた。
なお再建に際して、住民サービスの低下、租税など住民負担の増加などが前提になる上、財政への指導を通じて自治体そのものが実質的に国の管理下に置かれるため、やむを得ない措置とはいえ自治体として主体的な自治能力の発揮と責任を果たすことが不可能になる。
財政再建団体となることはしばしば企業の倒産に例えられるが、破産や民事再生法適用の場合と異なり債務免除は認められず、地方債の完済が前提となる。
なお再建法の要件を満たした自治体が、再建法を準用しないで自主的に再建する「自主再建」という方法を採ることもある。この場合、地方債の発行制限があるなど、国の各種支援措置は受けられない。

## 根拠法
地方財政再建促進特別措置法（昭和三十年十二月二十九日法律第百九十五号、以下「再建法」という）では、昭和29年度の赤字団体であって、その財政再建計画を定め自治庁長官（現在の総務大臣に相当）の承認を受けた団体を「財政再建団体」と定義している。一方、昭和30年度以降の赤字団体については、再建法第22条第2項の規定により同法を「準用」して財政再建を行うことから「準用財政再建団体」と通称されている。

## 再建の仕組み
まず当該自治体から総務大臣への申請を受ける。総務大臣による「準用財政再建団体」指定後は、国の指導・監督のもと「財政再建計画」を策定する。これには、地方議会の議決と総務大臣の同意が必要。同計画にもとづき、予算が編成され、歳入・歳出の両面にわたって厳しいチェックを受ける。
再建過程では、赤字は起債（借金）で埋め、当該負債に対しては国が利子補給を行うなど、国から財政優遇措置を受けることができる。再建計画では、おおむね7年度以内に歳入と歳出の均衡が実質的に回復するよう、計画される。
自治体には倒産後の会社整理に相当する概念はなく、地方債についても債務不履行は想定されていない。金融機関等は、財政状況の悪い自治体の地方債でも国の後ろ盾があるとの前提に立って低金利で引き受けている。このため市場原理によるチェック機能が働いておらず、会社更生法や民事再生法のように貸し手責任を問う破綻法制を自治体に対しても整備すべきだとの意見もある。しかしながら、2007年の「地方財政健全化法」においても「債務免除」の考えは盛り込まれず、その是非は検討継続事項となる。

## 再建団体になるということの意味

### 一般的影響
赤字再建団体は自治体の自らの力で赤字を解消できず、国の管理下のもとで財政再建を進めていくことになる。（準用）再建になると、地方自治体として主体的に「地方自治」を行うことができなくなる。準用再建になることは「地方自治権を取り上げられること」、その申請をすることは「地方自治権の返上」を意味する。
予算主義に基づいて行われる地方自治において、予算の制約は決定的である。予算の調製・緊急時の予算対応さえ国に相談せざるを得ず、施策の展開にあたっての自主性・主体性はほとんどなく、財政再建のために一義的に歳入確保・歳出削減が求められる。単に、行政内部での改革に止まらず、住民サービスの低下や各種使用料・手数料の引き上げなど、住民サービスにも大きな影響が及ぶ。たとえ話として、よく言われているのは「鉛筆一本買うのにも国にお伺いを立てる必要がある」ということである。

### 具体的影響
歳入
実際には、地方自治体が独自に歳入面で増収を図ることは難しい。なぜなら、地方交付税、国庫支出金などのなかば決まっている歳入や、地方税などの税率が法律で決められているものなど、自治体の裁量で増収を図ることが一般には困難な項目が、歳入の多くを占めているからである。
しかし、歳入増加の決定打、抜本策ではないとはいえ、住民にも一定の負担を願うという趣旨からも、使用料・手数料の改定（値上げ）などに踏み切らざるを得ない。具体的には、使用料・手数料（保育料、各種証明書交付手数料、公共施設使用料など）、国民健康保険料（税）などが、国基準、または類似自治体で最も高い額を徴収している自治体と同一またはそれを上回る水準とすることが考えられる。この場合、住民負担増加につながる。

歳出
結局は歳出を切り詰めざるを得ない。しかし、法律で地方自治体の一定の負担割合が決まっている費用の削減は困難である。そのため、法律に基づかない各種団体への補助や投資的経費（公共事業）等の削減に踏み込まざるを得ない。特に、地方自治体独自で実施している事業の廃止や各種団体へ交付する補助金は削減せざるを得ない。これらは環境、福祉、教育などに見られるが、近隣・同規模・類似の自治体との比較で最も低い水準への切り下げが予想される。
投資的経費では、将来に向けた都市基盤整備や学校施設、道路などの住民生活に欠くことのできない投資や更新、補修が計画的に実施できなくなったり、整備時期が当初予定より大幅に遅延するなどにより、最終的には行政サービスが著しく低下することが予想できる。将来の住民にとっても不安材料といえよう。
このほかに、次の影響がある。
1. 債権者への支払い条件の悪化や住民に対する各種給付の抑制
2. 特別職・職員給与手当の減額、支払遅延
3. 外郭団体、特別会計の整理・合理化、見直し

その他住民・自治体双方に非常に厳しい内容となる。

## 適用例
2007年（平成19年）までに財政再建団体に指定されたことのある地方自治体は、本再建団体が588団体（都道府県18団体、市町村570団体）、準用再建団体が296団体（都道府県2団体、市町村294団体）である。多くは戦後の産業構造の変化による公共事業の増加、行政の高度化に伴う地方公務員の増加などによる財政の悪化が原因である。ほとんどの自治体が1970年代までに再建を完了している。
なお地方公営企業については、本再建団体は155団体（都道府県1団体、市町村154団体）、準用再建団体は25団体（都道府県1団体、市町村24団体）である。

### 昭和期
- 北海道
  - 岩見沢市[2]
  - 小樽市[2]
  - 札幌市交通局
1974年指定、再建完了。
  - 士別市[2]
  - 函館市交通局（現在は函館市企業局交通部）
1974年指定、1988年再建完了[3]。
  - 美唄市[2]
  - 留萌市[2]
  - 稚内市[2]
- 青森県
  - 青森市[2]
  - 八戸市[2]
- 岩手県
  - 岩手県[2]
  - 一関市[2]
  - 大船渡市[2]
  - 北上市[2]
  - 久慈市[2]
  - 遠野市[2]
  - 水沢市[2]（現在は奥州市の一部）
  - 宮古市[2]
  - 陸前高田市[2]
- 秋田県
  - 秋田県[2]
  - 大館市[2]
  - 大曲市[2]
  - 男鹿市[2]
  - 能代市[2]
  - 本荘市[2]（現在は由利本荘市の一部）
  - 横手市[2]
- 宮城県
  - 宮城県[2]
  - 石巻市[2]
  - 気仙沼市[2]
  - 塩釜市[2]
  - 白石市[2]
  - 古川市[2]（現在は大崎市の一部）
  - 仙台市交通局
- 山形県
  - 山形県[2]
  - 上山市[2]
  - 酒田市[2]
  - 新庄市[2]
  - 鶴岡市[2]
  - 村山市[2]
  - 山形市[2]
- 福島県
  - 福島県[2]
  - 白河市[2]
  - 須賀川市[2]
- 茨城県
  - 土浦市[2]
  - 古河市[2]
- 群馬県
  - 太田市[2]
- 埼玉県
  - 川越市[2]
- 千葉県
  - 千葉県[2]
  - 八日市場市[2]（現在は匝瑳市の一部）
- 東京都
  - 東京都交通局
1967年1月指定、1983年再建完了[4]。
  - 昭島市[2]
  - 青梅市[2]
- 神奈川県
  - 川崎市交通局
1974年1月指定、1984年再建完了[5]
  - 横浜市交通局
1966年10月指定、1986年再建完了[6]。
- 新潟県
  - 新潟県[2]
  - 三条市[2]
  - 新発田市[2]
  - 燕市[2]
  - 新津市[2]（現在は新潟市秋葉区の一部）
  - 村上市[2]
  - 両津市[2]（現在は佐渡市の一部）
- 富山県
  - 新湊市[2]（現在は射水市の一部）
  - 高岡市[2]
  - 氷見市[2]
- 石川県
  - 珠洲市[2]
- 福井県
  - 勝山市[2]
  - 武生市[2]
  - 鯖江市[2]

- 山梨県
  - 山梨県[2]
  - 塩山市[2]（現在は甲州市の一部）
  - 大月市[2]
  - 甲府市[2]
  - 都留市[2]
  - 韮崎市[2]
- 長野県
  - 長野県[2]
  - 伊那市[2]
  - 上田市[2]
  - 松本市[2]
- 岐阜県
  - 岐阜市[2]
  - 高山市[2]
  - 土岐市[2]
  - 中津川市[2]
  - 美濃市[2]
- 静岡県
  - 富士宮市[2]

- 愛知県
  - 豊川市[2]
  - 名古屋市交通局
1974年2月指定、再建完了。
  - 西尾市[2]
  - 半田市[2]
- 滋賀県
  - 彦根市[2]
  - 長浜市[2]
- 三重県
  - 熊野市[2]
  - 津市[2]
  - 名張市[2]
  - 松阪市[2]
- 京都府
  - 京都府[2]
1956年指定、1962年再建完了[7]。
  - 京都市[2]
  - 京都市交通局
  - 舞鶴市[2]
  - 宮津市[2]
- 大阪府
  - 池田市[2]
  - 泉大津市[2]
  - 泉佐野市[2]
  - 茨木市[2]
  - 大阪市交通局

1969年指定、1983年再建完了。
  - 貝塚市[2]
  - 河内市[2]（現在は東大阪市の一部）
  - 河内長野市[2]
  - 岸和田市[2]
  - 堺市[2]
  - 吹田市[2]
  - 高槻市[2]
  - 豊中市[2]
  - 富田林市[2]
  - 寝屋川市[2]
  - 枚岡市[2]（現在は東大阪市の一部）
  - 枚方市[2]
- 兵庫県
  - 兵庫県[2]
1956年3月指定、1961年3月再建完了[8]。
  - 相生市[2]
  - 明石市[2]
  - 芦屋市[2]
  - 伊丹市[2]
  - 川西市[2]
  - 神戸市交通局
1974年3月指定、1988年再建完了[9]。
  - 宝塚市[2]
  - 三木市[2]
- 奈良県
  - 奈良市[2]
  - 大和郡山市[2]
  - 大和高田市[2]

- 和歌山県
  - 御坊市[2]
  - 橋本市[2]
- 鳥取県
  - 倉吉市[2]
  - 鳥取市[2]
  - 羽合町（現在は湯梨浜町の一部）
1956年指定、1963年再建完了[10]。
- 島根県
  - 浜田市[2]
  - 平田市[2]（現在は出雲市の一部）
  - 安来市[2]
- 岡山県
  - 岡山市[2]
  - 倉敷市[2]
  - 児島市[2]
  - 総社市[2]
- 山口県
  - 山口県[2]
  - 岩国市交通局（現在のいわくにバスの前身）
1988年4月指定、1994年再建完了[11][12]。
  - 宇部市交通局
1982年12月指定、1988年再建完了[11][12]。
  - 小野田市[2]
  - 下松市[2]
  - 長門市[2]
  - 萩市[2]
  - 光市[2]
  - 美祢市[2]
  - 柳井市[2]
  - 山口市[2]
- 徳島県
  - 徳島県[2]
  - 小松島市[2]
  - 鳴門市[2]
- 香川県
  - 善通寺市[2]
- 愛媛県
  - 伊予三島市[2]（現在は四国中央市の一部）
  - 宇和島市[2]
  - 大洲市[2]
  - 川之江市[2]（現在は四国中央市の一部）
  - 西条市[2]
  - 新居浜市[2]
  - 松山市[2]
  - 八幡浜市[2]
- 高知県
  - 安芸市[2]
  - 須崎市[2]
  - 土佐清水市[2]
  - 中村市[2]（現在は四万十市の一部）
- 福岡県
  - 甘木市[2]（現在は朝倉市の一部）
  - 北九州市交通局
1967年1月指定[13]、再建完了。
  - 筑後市[2]
  - 直方市[2]
  - 門司市[2]（現在は北九州市の一部）
  - 八女市[2]
  - 行橋市[2]
- 佐賀県
  - 佐賀県[2]
  - 武雄市[2]
  - 唐津市[2]
  - 佐賀市[2]
  - 佐賀市交通局
1974年1月指定、1983年3月再建完了[14]。
  - 多久市[2]
- 長崎県
  - 長崎県[2]
  - 長崎県交通局
1981年4月指定、1987年再建完了[11][12]。
  - 大村市[2]
  - 島原市[2]
  - 松浦市[2]
- 熊本県
  - 熊本県[2]
  - 荒尾市[2]
  - 熊本市交通局
1974年指定、1984年再建完了[15]。
  - 人吉市[2]
  - 本渡市[2]（現在は天草市の一部）
- 宮崎県
  - 日向市[2]
- 鹿児島県
  - 鹿児島県[2]
  - 鹿児島市交通局
1度目：1966年指定、1973年再建完了[16]。
2度目：1985年4月指定、1991年再建完了[11][12][16]。
  - 川内市[2]（現在は薩摩川内市の一部）
  - 串木野市[2]（現在はいちき串木野市の一部）
  - 鹿屋市[2]
  - 枕崎市[2]

### 平成期
平成になってから財政再建団体となった地方自治体例としては、福岡県赤池町（現在の福智町）、北海道夕張市が知られている。
- 尾道市交通局（広島県尾道市）
1989年4月指定、1995年再建完了[11][12]。尾道市の外郭団体として設立したおのみちバスに事業譲渡し、2008年4月に尾道市交通局を廃止。
- 福岡県赤池町（現在の福智町）
1992年2月認定、2001年12月に再建完了。赤池炭鉱の閉山に伴う歳入の減少、土地開発公社による工業団地の造成と工場誘致の失敗、町立病院の債務などにより、1991年度には約32億円の赤字を計上。当初は自主再建を目指したものの失敗し、国の管理による財政再建準用団体となった[17]。
- 佐世保市交通局（長崎県佐世保市）
1995年4月指定、1999年再建完了[11][12]。佐世保市の外郭団体として設立したさせぼバスに事業譲渡し、2019年3月に佐世保市交通局を廃止。
- 北海道夕張市
2007年3月認定。2006年夏、ヤミ起債による財政危機が表面化し、財政赤字が巨額に上ることから自主再建は困難であるとして、財政再建準用団体の申請を行い、2007年3月6日認定された。同年4月1日から、福岡県赤池町以来の財政再建団体となった。

赤池町と夕張市はともに旧産炭地域である。なお、夕張市周辺の同じ旧産炭地の自治体である歌志内市や上砂川町などにおいても、夕張市同様のヤミ起債が明らかになり、厳しい財政状況にあることが次々に明らかになったが、2006年9月22日に産炭地活性化基金の取り崩しについて所管官庁である経済産業省の承認を得て、当面の危機は脱した。

#### 財政再建団体になる可能性が示唆された例
- 鳥取県日野町 - 2005年9月、当時の町長が町議会で「2007年度には財政再建団体になるしかない」と財政破綻を宣言した。町側は、過去の起債の償還に加え鳥取県西部地震の復旧費が財政を圧迫したのが原因であるとしたが[18]、片山善博鳥取県知事（当時）から「無為無策の計画倒産」との批判[19]を受けて破綻宣言を撤回した。なお、平成の大合併においては協議がまとまらず、破談となっている。

- 埼玉県江南町 - 平成の大合併において、熊谷市などとの合併について協議していたものの、住民投票で反対票多数で破綻した。そのため、このまま単独町政を取る場合の財務についてシミュレーションしたところ、数年後に財政再建団体になる可能性が高いことが判明し、合併推進派の議員があわてて再び合併協議を再開させるべく活動し[20][21]、2005年10月に江南町を除いた状態で合併が成立していた熊谷市に遅れて合流するという形で2007年2月に合併した。

- 岡山県 - 岡山県の石井正弘知事は2008年5月29日の定例会見で、県財政が現状のまま推移すれば2011年度に破綻とみなされ、財政再生団体に転落する可能性があると明らかにした[22]。

- 京都府京都市 - 2008年7月28日、門川大作市長は同市の都市経営戦略会議で、2011年度の実質赤字比率が推計で27%に達する見通しを発表し[23]、決算でも2008年度と2009年度が赤字となった。その後も慢性的な財源不足が続き、2016年度と2019年度に財政調整基金を全て取り崩している。市債の返済に備える公債償還基金もこのまま取り崩すと2026年に枯渇し、2028年頃には財政再生団体に陥る可能性を発表している[24]。

- 宮城県 - 2009年度当初予算をベースとして、2013年度までの5年間にわたり、現在の経済情勢や地方財政制度を前提に、県の一般会計の収支状況を機械的に算出した結果、2011年度に財政再生団体へ転落する見込みとの試算が公表されている。この試算結果を受け、宮城県では2010年度から2013年度までを期間とする新たな財政再建プログラムを策定・実施することにより、財政再生団体転落を回避することを表明している。

- 大阪府 - 2010年度の財政資料において、財政再生基準に抵触する運営が予想された。大阪府は他の都道府県に比べて、歳入に占める府税収入の割合が大きく、中でも景気変動の影響を受けやすい、いわゆる法人二税（法人府民税及び法人事業税）のウェイトが高かった。これが平成に入ってからの長期不況の影響を受け、長期間にわたって大きく落ち込んだ。他方、府税収入が低迷する一方で、人件費や公債費などの義務的経費や府民サービスに直結する補助費等、経常的な支出はなお増加傾向にあった。それゆえ、大阪府は現在極めて厳しい財政状況に陥っており、現行の地方税財政制度のもとでは、このまま新たな取り組みに着手しなかった場合、今後とも多額の財源不足が発生し、財政再建団体に転落する危険性が極めて高かった[25]。

そのため、当時の府知事・橋下徹、及び後任の松井一郎（両名とも大阪維新の会所属）は徹底した行財政改革を行い、団体・補助事業の見直し、負の遺産の整理、人事体制の効率化などにより、府の財政状況は現在好転している。

## 財政再建団体に関連する作品
- 再生の町 - 2009年8月 - 9月放送のNHK土曜ドラマ、財政破綻に瀕した架空の地方都市が舞台となる。